# سارا استرینج
سارا استرینج (انگلیسی: Sarah Strange؛ زادهٔ ۶ سپتامبر ۱۹۷۴) بازیگر اهل کانادا است.
از فیلم‌ها یا مجموعه‌های تلویزیونی که وی در آن‌ها نقش داشته‌است، می‌توان به افسانه‌های فردا، انگیزه، کشتن، ماجراهای مرداک، دروازه ستارگان اس‌جی-۱، واژه ال، فرشته تاریکی، پرونده‌های ایکس، پلیس کودکستان ۲،  صندوقچه حقیقت و صدای سفید اشاره نمود.